# Hansi
Hansi è una città dell'India di 75.730 abitanti, situata nel distretto di Hisar, nello stato federato dell'Haryana. In base al numero di abitanti la città rientra nella classe II (da 50.000 a 99.999 persone).

## Geografia fisica
La città è situata a 29° 6' 0 N e 75° 58' 0 E e ha un'altitudine di 206 m s.l.m..

## Società

### Evoluzione demografica
Al censimento del 2001 la popolazione di Hansi assommava a 75.730 persone, delle quali 40.546 maschi e 35.184 femmine. I bambini di età inferiore o uguale ai sei anni assommavano a 10.189, dei quali 5.726 maschi e 4.463 femmine. Infine, coloro che erano in grado di saper almeno leggere e scrivere erano 51.137, dei quali 29.569 maschi e 21.568 femmine.